# فيكتور بافيشيتش
الكولونيل الفارس فيكتور بافيشيتش (بالكرواتية: Viktor Pavičić؛ 15 أكتوبر 1898 - 20 يناير 1943)، قاد الفوج الكرواتي التابع لدولة كرواتيا المستقلة الموالية لألمانيا النازية خلفا للعقيد إيفان ماركولي وشارك في معارك الجبهة الشرقية للحرب العالمية الثانية وخاصة معركة ستالينغراد والتي قُتل أثنائها في ظروف غامضة ليحل محله المقدم ماركو ميسيتش في 15 يناير 1943 قبل خمسة أيام من إعلان وفاة بافيشيتش.